# Trelleborg (comune)
Trelleborg è un comune svedese di 42 144 abitanti, situato nella contea di Scania. Il suo capoluogo è la cittadina omonima.

## Località
Nel territorio comunale sono comprese le seguenti aree urbane (tätort):
| # | Località                     | Popolazione |
| - | ---------------------------- | ----------- |
| 1 | Trelleborg                   | 25 643      |
| 2 | Anderslöv                    | 1 680       |
| 3 | Gislövs läge och Simremarken | 1 462       |
| 4 | Smygehamn                    | 1 174       |
| 5 | Skegrie                      | 745         |
| 6 | Beddingestrand               | 644         |
| 7 | Klagstorp                    | 341         |
| 8 | Alstad                       | 252         |